# Ipnosi
L'ipnosi è un fenomeno neuro-fisiologico. Può essere indotto da un operatore esterno tramite una suggestione dovuta ad un'immagine o un suono che il soggetto percepisce intensamente; coinvolge sia la dimensione fisica che la dimensione psicologica del soggetto a cui viene sottoposto; è una condizione particolare di "funzionamento" dell'individuo che consente di influire sia sulla sua condizione psicofisica che sulle sue condizioni di comportamento.

Una spirale, spesso adoperata per generare stati di ipnosi.

L'ipnosi è una condizione molto simile al sonno, provocata artificialmente da un operatore o dal soggetto stesso (autoipnosi). Trovandosi in questo stato, il soggetto sembrerebbe privo di coscienza e di volontà. La differenza sostanziale tra ipnosi e sonno è che il sonno è una condizione di concentrazione ridotta (nel soggetto si ha un obnubilamento della coscienza), mentre nell'ipnosi la concentrazione è aumentata e ciò permette di norma al soggetto di essere ricettivo alle suggestioni. La disciplina che utilizza l'ipnosi in ambito terapeutico si chiama ipnoterapia. Alcune tecniche utilizzate nell'ipnoterapia varcano il confine della scienza, risultando pseudoscientifiche, poiché non sempre si fondano su principi scientifici.

## Storia

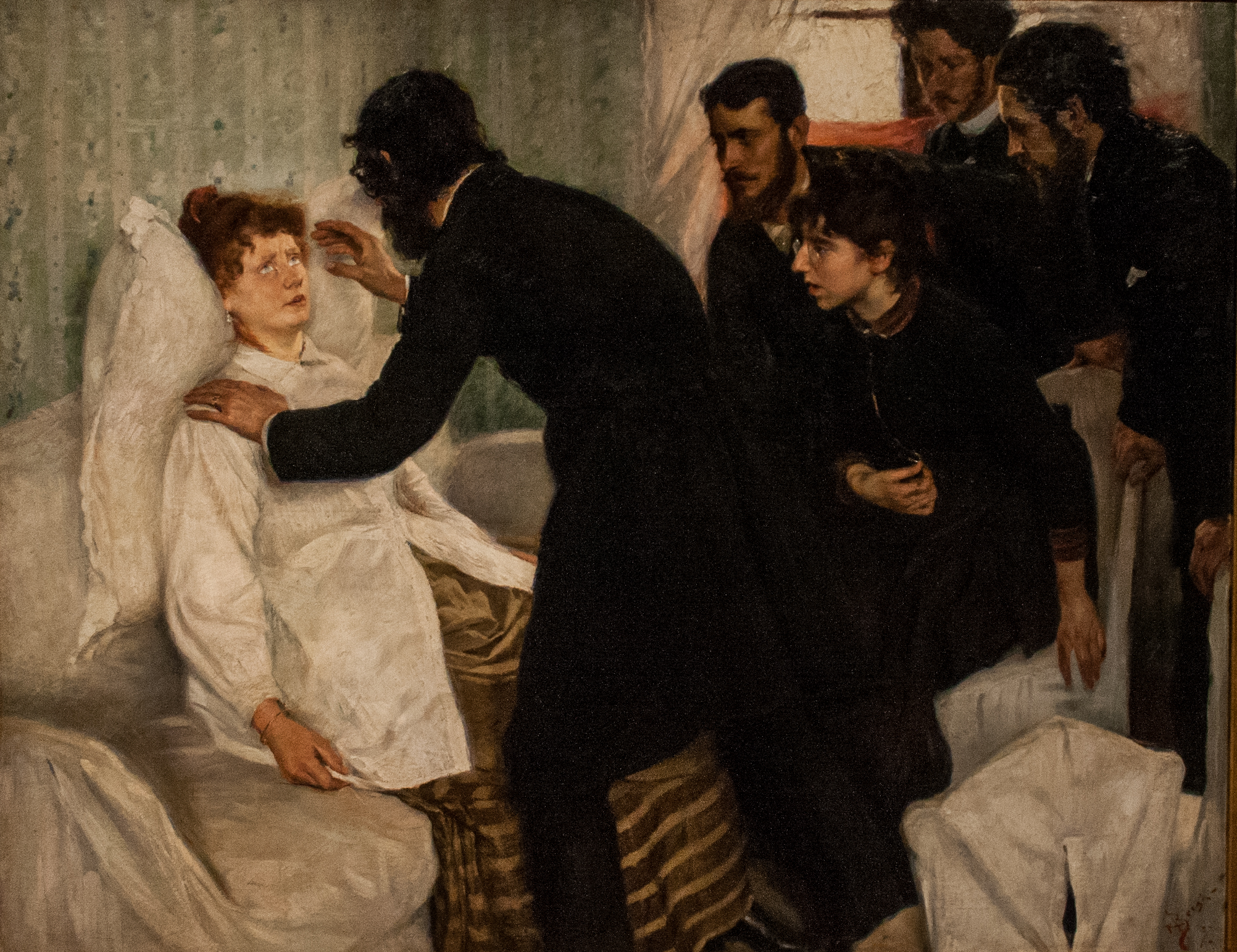
Una seduta ipnotica raffigurata in un quadro del tardo XIX secolo.

L'ipnosi, intesa come potenzialità della mente umana, pare essere stata impiegata fin dall'antichità; Charles Arthur Musès (1972) scrive di aver trovato un'antica registrazione di una seduta ipnotica nella incisione di una stele egizia risalente al regno di Ramesse XI della XX dinastia egizia, circa 3.000 anni fa.
Nel papiro di Ebers (circa 1.500 a.c.) si descrivono rituali magici che inducono la persona in uno stato alterato con il fine di guarirla. Il papiro di Leida, risalente al regno di Ramsete XII, descrive una tecnica di induzione ottenuta facendo dondolare una lampada davanti agli occhi della persona. Caldei, Medi, Persiani, Egizi, Aztechi, Maya, Zapotechi, praticavano rituali simili. Tra gli indiani l'ipnosi e l'autoipnosi (dei fachiri) sono praticate da almeno duemila anni, gli Ebrei si avvalevano di pratiche ipnotiche per indurre la divinazione. Tra nativi americani Chippewa la trance ipnotica indotta attraverso la ripetizione del canto dello sciamano aveva funzione analgesica e di preparazione all'insegnamento dei costumi tribali nei riti di iniziazione dei giovani alla pubertà.
Il primo tentativo di considerare scientificamente l'ipnosi si ebbe nel 1772 con Franz Anton Mesmer, che ne diede una spiegazione scientifico-naturalistica ritenendo che i fenomeni organici fossero influenzati dal magnetismo gravitazionale e che la malattia fosse causata dall'alterazione nel corpo di un fluido necessario a connettere gli uomini ai corpi celesti: la guarigione poteva essere ottenuta applicando al corpo dei magneti che riequilibrassero il fluido bio-cosmico. Mesmer comprese il valore del legame terapeutico e ridusse l'uso dei magneti a favore delle relazioni, ma pochi ne capirono l'importanza e l'ipnosi venne delegata ai teatranti di strada che ne favorirono l'uso popolare.
Secondo Gualtiero Guantieri (1927-1994), l’ipnosi, al pari di ogni altra disciplina, presenta due fasi che trapassano gradualmente una nell'altra: da una fase empirica, prescientifica, fondata esclusivamente sull'osservazione dei fenomeni, si passa a una fase scientifica, caratterizzata soprattutto dalla descrizione e classificazione dei fenomeni rilevati, nonché dalla ricerca del come e del perché essi possano prodursi.
La fase prescientifica dell’ipnosi inizia nella preistoria, della quale non si hanno testimonianze scritte, ma lo studio dei reperti archeologici rinvenuti e dei costumi degli attuali popoli primitivi, testimoniano la possibilità che fossero già allora presenti fenomeni di ipnosi e manifestazioni affini, indotti con varie modalità con scopi divinatori o terapeutici. Ad esempio i fenomeni studiati da Pierre Dominique Gaisseau sui primitivi neoguineani e da Francis James Gillen e Walter Baldwin Spencer sui primitivi australiani, tra i quali si registrano manifestazioni di analgesia, ad esempio in occasione di estrazione di denti. Compaiono poi cenni in opere letterarie o testimonianze scritte o raffigurate relative a complicati cerimoniali: ad esempio il rito del fuoco in uso nella medicina iranica agli inizi del VI secolo a.C. e pratiche mediche indiane posteriori al VI secolo, influenzate dal Brahmanesimo e dal Buddhismo, oppure alcune tecniche rituali appartenenti ai Maya, Aztechi e Incas, con finalità terapeutiche. Secondo Guantieri anche alcuni fenomeni che si accompagnano ai misteri bacchici della Magna Mater e della Terra Madre menzionati nell'Attis di Gaio Valerio Catullo, oltre alla cerimonia di iniziazione ai misteri di Sileno, dipinta nella pompeiana Villa dei Misteri, che prevedeva la fissazione protratta di una maschera raffigurante Sileno stesso riflessa in una coppa illuminata, implicavano fenomeni ipnotici.
Il termine deriva dal greco "hypnos", sonno, e fu introdotto da James Braid nella prima metà del XIX secolo per le analogie che a quel tempo sembravano esserci fra le manifestazioni del sonno fisiologico e quelle che si avevano in quella condizione particolare che si pensava creata dai magnetizzatori. Prima delle ricerche di Franz Anton Mesmer (1734 - 1815) tutti i fenomeni che oggi possono essere fatti rientrare in specifiche potenzialità dell'immaginazione erano considerati isolatamente come manifestazioni divine o diaboliche, oppure il risultato di pratiche magiche.  Mesmer formulò nel 1779 la teoria del magnetismo animale, secondo la quale un fluido magnetico permeava l’universo e costituiva la base dell’interconnessione tra le creature, e la salute dipendeva da una sua corretta circolazione, mentre la malattia era causata da una sua alterazione. Le sue terapie ebbero all’inizio un misto di successo e di critiche, ma le sue teorie furono condannate dall'Accademia delle Scienze e dalla Facoltà di Medicina di Parigi nel 1784. Mesmer si trasferì quindi in Germania dove condusse vita appartata fino alla morte nel 1815.
Un'importante revisione delle teorie di Mesmer fu proposta dal medico inglese James Braid (1785-1860). Braid diede un'interpretazione fisiologica al fenomeno studiato e introdusse il termine ipnosi oltre al termine neuro-ipnotismo nel suo lavoro pubblicato nel 1843 (Neurypnology), al fine di superare l’ipotesi mesmeriana del fluido magnetico e introdurre la teoria secondo la quale i fenomeni ipnotici dipendevano esclusivamente da «un'impressione sui centri nervosi». In un lavoro successivo (Observations on Trance or Human Hybernation) Braid riferì di aver sperimentato su sé stesso l’autoipnosi: nel 1844 subì un grave attacco di reumatismi in seguito al quale non riuscì a dormire, né a girare la testa o alzare un braccio a causa di dolori lancinanti. Coadiuvato da due assistenti, Braid ricorse all’autoipnosi riuscendo a liberarsi dai disturbi reumatici e dal dolore per diversi anni successivi. Braid introdusse anche il concetto di “monoideismo”, vale a dire la focalizzazione dell’attenzione e della concentrazione su un singolo oggetto. Tra i meriti delle ricerche di Braid sono da ricordare lo spostamento dal concetto di trance a quello di suggestione e che quest’ultima è un elemento sia dell’induzione ipnotica, sia dei suoi effetti terapeutici; l’avere chiarito che il soggetto ipnotizzato non può essere forzato ad agire contro la sua volontà; inoltre che l’ipnosi è uno stato psicofisiologico che non richiede di per sé l’operatore e può essere autoindotto.
Gli sviluppi successivi di interpretazione dell'ipnosi si devono ai lavori di Ambroise-Auguste Liébeault (1823-1904), un medico di Nancy, e di Hippolyte Bernheim (1837-1919), famoso neurologo parigino. Insieme fondarono la Scuola di Nancy. La scuola di Nancy si trovò a dover opporre studi e teorie sull'ipnosi alla scuola di Jean-Martin Charcot (1825-1893) che operava all'Ospedale della Salpêtrière di Parigi. Mentre per la scuola di Nancy l'ipnosi era un fenomeno psicologico normale e tutti i suoi fenomeni potevano essere spiegati con la suggestione, Jean-Martin Charcot considerava l'ipnosi un fenomeno patologico, una nevrosi isterica artificiale.
L’ipnosi conobbe applicazioni anche in chirurgia: i primi ad aver sperimentato l’ipnosi per l’analgesia chirurgica furono John Elliotson e John Forbes in Inghilterra. Il 12 aprile 1829, Jules Germain Cloquet effettuò il primo intervento con anestesia ipnotica in Francia, asportando una mammella a una paziente ipnotizzata, che non sentì dolore e non ricordò l'operazione subita al risveglio. Nel 1830 Jean Victor Dudet estrasse il primo dente in anestesia ipnotica. Nel 1880 Ambroise-Auguste Liébeault produsse analgesia totale in un travaglio di parto della durata di 22 ore.
Di ipnosi si occupò anche Sigmund Freud (1856-1939), ma la transitorietà dei risultati terapeutici, la laboriosità dei procedimenti ipnotici, la limitazione delle applicazioni terapeutiche, il fatto che l'ipnosi riuscisse in pochissimi pazienti e, dove riuscita, celasse la resistenza-rimozione (impedendo di farsi "un'idea adeguaata del reale processo patogeno) e forse non ultima, l'individuazione da parte sua di "un misterioso elemento" di natura sessuale, spinsero Freud ad abbandonare l'ipnosi e a creare un nuovo metodo: la psicoanalisi. Con la morte di Jean-Martin Charcot (1893) e l'inizio della psicoanalisi cominciò per l'ipnosi un periodo di decadenza.
L'interesse per l'ipnosi si risvegliò durante la prima guerra mondiale, quando con tale metodo si iniziarono a trattare le nevrosi traumatiche di guerra, ma soltanto dopo la seconda guerra mondiale l'atteggiamento della comunità scientifica nei confronti dell'ipnosi migliorò. In particolare in questo periodo il dottor Milton Erickson (1901 –1980), che fu presidente e fondatore della Società americana di ipnosi clinica e membro dell'Associazione americana di psichiatria, dell'Associazione americana di psicologia e dell'Associazione americana di psicopatologia, riprendendo la lezione di uno degli allievi di Charcot, Jean Leguirec, sviluppò un'ipnositerapia chiamata "ipnosi ericksoniana", che permette di comunicare con l'inconscio del paziente. Questo tipo di ipnosi è molto simile a una normale conversazione e induce una trance ipnotica nel soggetto.
Grazie a Milton Erickson negli USA e ad altre importanti figure di livello internazionale, come Franco Granone e Gualtiero Guantieri in Italia, l'ipnosi ha subito un progressivo sviluppo nella seconda metà del XX secolo, acquisendo finalmente lo status di disciplina scientifica, medica e psicologica.
Nel 1949 venne fondata negli USA la Society for Clinical and Experimental Hypnosis che divenne Società internazionale nel 1959. Nel 1957 venne fondata una seconda associazione, l'American Society of Clinical Hypnosis. In particolare nel 1958 l'American Medical Association riconobbe l'ipnosi come metodo legittimo di cura in medicina e in odontoiatria. Nel 1969 l'American Psychological Association creò una sezione di psicologi che si interessavano prevalentemente di ipnosi. In Inghilterra, nel 1955 la British Medical Association riabilitò ufficialmente l'ipnosi. Negli anni Cinquanta fu fondata la Federación Latinoamericana de Hipnosis Clínica che riuniva più associazioni locali, mentre in Giappone l’ipnosi fu oggetto di grande interesse già a partire dal periodo Meiji (1868-1912), tanto che nel 1902 fu costituita la Teikoku Saimin Gakkai (Imperial Society for the Study of Hypnotism), oltre alla Nihon Saimin Tetsugakkai (Japan Society for Hypnosis Philosophy) e alla Dai Nihon Saimin Jutsu Kyokai (Japanese Society for the Practice of Hypnotism).
In Italia la prima Associazione scientifica per lo studio e l'applicazione dell'ipnosi, l'A.M.I.S.I. (Associazione Medica Italiana per lo Studio dell'Ipnosi), fu costituita nell'aprile del 1960. Nel 1965 fu costituito il Centro di Ipnosi Clinica e Sperimentale divenuto, nel 1979, Centro Italiano di Ipnosi Clinico-Sperimentale (CIICS) ad opera di Franco Granone, autore di importanti lavori sull’ipnosi, come il Trattato di ipnosi. Nel 1985 fu fondata a Bologna la Società Medica Italiana di Psicoterapia e Ipnosi (SMIPI) da Riccardo Arone di Bertolino e in seguito a Roma la Società Italiana di Ipnosi (SII). Altri importanti esponenti e ricercatori con pubblicazioni in Italia e all'estero sull'Ipnosi moderna risultano essere Francesco Rossani, Rinaldo Livio Perri, Vilfredo De Pascalis, Francesco Di Russo.
Dopo la seconda metà del XX secolo si è registrato un crescente interesse per l’ipnosi, in particolare negli anni più recenti sono state create nuove opportunità di studio grazie allo sviluppo delle tecniche di imaging cerebrale, che permettono di visualizzare le variazioni dell’attività cerebrale durante lo stato di ipnosi.

## Definizione
Nella XIV edizione dell'Enciclopedia Britannica, anno 1954, venne pubblicata una delle prime definizioni di ipnosi su base scientifica. L'autore era Milton H. Erickson (1901-1980), uno psichiatra diventato famoso soprattutto per i suoi studi sull'ipnosi clinica avendo pubblicato complessivamente oltre 150 articoli sull'argomento nell'arco di 60 anni di lavoro e ricerca. Erickson ha definito l'ipnosi come un tipo molto particolare di comportamento complesso e insolito, ma normale, che in condizioni opportune può essere sviluppato probabilmente da tutte le persone comuni e anche dalla gran parte di quelle che hanno problemi di salute.
Si tratta principalmente di una speciale condizione sia psicologica sia neuro-fisiologica nella quale la persona funziona in un modo speciale, un modo in cui la persona può pensare, agire, e comportarsi come nel normale stato di coscienza o anzi anche meglio, grazie all'intensità della sua attenzione e alla forte riduzione delle distrazioni. In questa situazione focalizzata, la persona che sta funzionando ipnoticamente non solo mantiene la capacità di usare la volontà o la ragione, ma dimostra anche di essere meno manipolabile, al punto che non è in alcun modo possibile costringerla ad agire contro il suo volere.
Anzi, gli stessi fallimenti dell'ipnositerapia dimostrano che a volte è difficile persino raggiungere gli obiettivi che pure si desiderano fortemente. La sola relazione ipnotica utile tra ipnotista e soggetto ipnotico è quindi quella basata su una profonda e sincera collaborazione al fine di raggiungere gli obiettivi personali dell'interessato. Dato che l'esperienza ipnotica è molto individuale, essa mantiene un carattere inesplicabile e affascinante, ma per questo stesso motivo continua a rimanere esposta a persone che cercano di sfruttarla in direzioni non scientifiche e anche a sperimentatori con buone intenzioni, ma privi di una competenza ipnotica sufficiente. Ciò vale anche per chi opera in ambito clinico con l'ipnosi come infermieri, operatori sociali, ipnologi-hypnotherapist, medici, psicologi, terapeuti, e personale paramedico.
Per esempio, nell'ipnosi l'eventuale processo terapeutico non dipende affatto dalle parole o dalle azioni dell'operatore come comunemente si crede, ma deriva interamente da una riorganizzazione interna che solo il paziente medesimo può portare a termine in un ambiente favorevole (Erickson, 1948). Inoltre l'esperienza ipnotica è straordinariamente più importante e riabilitante di qualsiasi ingiunzione o suggerimento (Erickson, 1944). Infine, ciò che si sviluppa in trance deriva dalle attività del soggetto ipnotico e non dalle suggestioni (Erickson, 1948), inoltre l'operatore non può controllare né la trance né i fenomeni ipnotici (Erickson, 1962 e 1967).

## Il dibattito concettuale
Il termine: "Ipnosi" proposto da James Braid non è certo quello più adeguato per sintetizzare e descrivere quanto avviene in quella condizione particolare di funzionamento dell'organismo umano detta ipnosi. In detta condizione sono coinvolti aspetti neuro-psicofisiologici particolari, una relazione interpersonale e l'impiego di potenzialità specifiche del soggetto. Lo stesso Braid nel 1847 sostituì il termine ipnosi con monoideismo.
Attualmente l'ipnosi è definita negli ambienti universitari come "la manifestazione plastica dell'immaginazione creativa adeguatamente orientata in una precisa rappresentazione mentale, sia autonomamente (autoipnosi), sia con l'aiuto di un operatore con il quale si è in relazione".
È inoltre opportuno differenziare i termini: ipnosi e ipnotismo, intendendo con "ipnosi" lo stato particolare, neuro-psicofisiologico (trance) del soggetto e con "ipnotismo" la metodica e le tecniche impiegate dall'ipnotizzatore per realizzare l'ipnosi.
Diverse sono ancora oggi le teorie e le interpretazioni del fenomeno che si confrontano. In termini neurofisiologici l'ipnosi viene interpretata come condizionamento, apprendimento, inibizione ed eccitazione corticale e in termini psicologici è interpretata come rapporto interpersonale, come suggestione, come gioco di ruoli, come regressione e come transfert; alcuni addirittura sostengono che l'ipnosi non esista in quanto per spiegare i fenomeni osservati non è necessario ricorrere al concetto di ipnosi. Tutti punti di vista plausibili e tutti rientranti in ciò che oggi sappiamo essere l'ipnosi. L'ipnosi non è altro che "la manifestazione plastica dell'immaginazione creativa adeguatamente orientata". Quest'ultima è la definizione fatta propria dal CIICS (Centro Italiano di Ipnosi Clinica e Sperimentale).
Con la conoscenza sempre più approfondita del fenomeno, nel tempo sono stati proposti da autori diversi neologismi sostitutivi del termine "ipnosi", ma nessuno finora ha avuto fortuna come il vecchio termine. I concetti che si avvicinano molto a quello che oggi si pensa essere l'ipnosi, sono forse quelli proposti da A. Romero nel 1976 di "eidosi", fatto derivare dal greco èidos (aspetto, figura) e da G. Tirone 2005 di "geniosi" (potenzialità dell'immaginazione creativa).

## Le potenzialità
Il soggetto in ipnosi può modificare la percezione del mondo esterno; può percepire stimoli che in realtà non ci sono e non percepire quelli che sono presenti; può distorcere percezioni di stimoli effettivamente esistenti creando illusioni. Diviene così possibile avvertire, ad esempio, un odore, una luce, un rumore inesistenti o percepire come gradevole un odore assai molesto, quale quello dell'ammoniaca, come squillante un suono a tonalità bassa, come verde un colore rosso o sviluppare insensibilità in ogni organo di senso.
In ipnosi è possibile modificare il vissuto sensoriale; il vissuto di schema corporeo e in particolare è possibile un controllo del dolore. Il soggetto in ipnosi può orientare con facilità la propria introspezione nei diversi settori del suo organismo, può ampliare o ridurre le sensazioni che provengono dall'interno del suo corpo, può alterare i parametri fisiologici avvertibili come il battito cardiaco, il ritmo respiratorio, la temperatura cutanea. Ad esempio, suggerimenti di freddo e di caldo possono portare rispettivamente a vasocostrizione e a vasodilatazione. Semplici suggerimenti di maggior o minor frequenza del battito cardiaco e del respiro, di aumento o diminuzione della tensione arteriosa oppure di fatica muscolare e ansia o di tranquillità, sono altresì in grado di determinare effettivamente un aumento o una diminuzione della frequenza del polso, del respiro o della tensione arteriosa. Bernard Boris Raginsky, in un paziente al quale era stato asportato il seno carotideo a causa di episodi sincopali riferiti ad arresto cardiaco, ha riprodotto temporaneamente tale arresto, registrato su elettrocardiogramma, suggerendo al soggetto di rivivere uno dei suoi precedenti attacchi più gravi. Inoltre nell'ambito delle funzioni gastrointestinali è stata notata la tendenza all'aumentata produzione di succo gastrico e di pepsina inducendo soddisfazione, nonché la diminuita produzione, suscitando invece collera o paura.
Con l'ipnosi è possibile entrare nella propria storia e variare i criteri di elaborazione dell'informazione in ingresso; è possibile modificare i significati che il soggetto ha dato in passato alle sue esperienze fruendo delle alternative che possedeva. Si possono ottenere dei cambiamenti nella continuità della memoria (amnesie parziali o totali).
È stato invece provato che la possibilità di ricordare eventi passati di cui non si ha memoria è pressoché nulla: le indagini hanno dimostrato che terapie simili sono spesso causa di falsi ricordi o ricordi non esatti, dettati dalla fantasia del paziente o da un'interpretazione errata.
I meccanismi psicodinamici regolatori del comportamento sono più accessibili e le resistenze sono più facilmente superate. In ipnosi variano i parametri di valutazione spazio-temporali e la valutazione critica.
Le emozioni sono una risposta dell'organismo a momenti dell'esistenza. Mentre nello stato di veglia il controllo volontario delle emozioni pare essere un compito particolarmente arduo, in ipnosi queste possono essere amplificate o ridimensionate; e vi è inoltre la possibilità di passare repentinamente da un'emozione all'altra in relazione ai suggerimenti che vengono impartiti dall'ipnotista.
Attraverso l'ipnosi il soggetto può apprendere a rivedere la sua risonanza emotiva.
Il senso dell'Io può essere distaccato da un'ampia varietà di tipo di informazioni e situazioni ai quali è normalmente applicato.
In un soggetto in regressione d'età l'emergere di un ricordo con tonalità affettiva particolarmente coinvolgente può essere vissuto non come esperienza propria ma semplicemente come informazione neutra attinta dalla memoria.
Il senso dell'Io può anche essere distaccato dal proprio corpo come avviene per la non percezione del dolore.
In ipnosi esiste la possibilità di alterare la qualità e la quantità del controllo della muscolatura volontaria, della motilità e in particolare di modificare alcune modalità di funzionare del nostro organismo, credute al di fuori di ogni controllo volontario, quali quelle del sistema neurovegetativo, del sistema neuroendocrino e del sistema immunitario.
Tutte le possibilità di comportamento elencate non possono essere ovviamente pensate come realizzabili allo stesso livello da tutti i soggetti, almeno immediatamente, in quanto sono coinvolti predisposizione genetica e tempi di apprendimento.

## Tecniche
Le tecniche di gestione dell'ipnosi, specialmente in ambito terapeutico, sono cambiate nel tempo in relazione alla maggior conoscenza e ai diversi criteri di interpretazione del fenomeno. Si è transitati dai "passi" di Franz Anton Mesmer, dalle tecniche che cercavano di indurre rilassamento e sonno, dalle suggestioni dirette all'eliminazione dei sintomi, per giungere con Milton Erickson e altri studiosi alle elaborate tecniche di visualizzazioni guidate (Rossani, Perri, Regaldo, etc) e di regressioni di età orientate alla definizione e rielaborazione delle dinamiche inconsce per finalità psicoterapeutiche.
Le tecniche elaborate nel tempo sono state verbali, gestuali, attive, passive, di tensione, di rilassamento, dirette, indirette, mascherate, esplicite, accompagnate da comunicazioni visive, tattili, sonore e posturali.
Oggi si può dire che l'ipnosi non è più solo interpretata come uno stato rigido da ricercare (trance) per poi inserire suggestioni, ma come un modo di funzionare dinamico caratterizzato dall'abilità del soggetto a realizzare ideoplasie (monoideismi plastici) attraverso l'orientamento adeguato della propria rappresentazione mentale, si sono ben definiti i criteri per l'elaborazione di tecniche efficaci.
È necessario che l'operatore abbia ben chiaro e ben definito l'obiettivo da raggiungere, ossia qual è l'idea che deve esprimersi plasticamente, qual è il comportamento da realizzare e qual è la rappresentazione mentale che li definisce in maniera adeguata. L'idea da realizzare deve essere fatta propria dal soggetto con cui si opera perché possa attivarsi il dinamismo atteso.
Perché la rappresentazione mentale possa essere espressa in termini fisici e/o di comportamento deve essere "carica della valenza giusta" (credenza, motivazione, aspettative, orientamento e attenzione). Un ulteriore accorgimento è che l'azione definita dall'obiettivo debba essere di possibile realizzazione per il soggetto in virtù della sua costituzione psicofisica e delle sue potenzialità di apprendimento.

## Applicazioni
Le fonti più remote nelle diverse culture che fanno pensare all'uso dell'ipnosi in ambito terapeutico illustrano tale impiego prevalentemente rivolto al controllo del dolore, quindi come metodica analgesica. Da quando l'ipnosi è maggiormente conosciuta come modalità particolare del funzionare umano, che può essere tecnicamente controllata da esperti professionisti, è utilizzata in ambito extraterapeutico nello spettacolo, nello sport e nella ricerca, e in ambito terapeutico nelle diverse specializzazioni della medicina, della psicologia clinica e dell'odontoiatria.
Viene sempre più utilizzata con buoni risultati nel controllo delle emozioni (disturbi d'ansia, attacchi di panico, rabbia, tristezze) e delle dipendenze (alcol, fumo, droghe), attraverso le varie forme di psicoterapia e ipnositerapia. È impiegata in ostetricia nella preparazione e nella conduzione del parto, in odontoiatria nelle varie fobie da studio dentistico e come analgesico, in dermatologia nelle diverse forme di malattie psicosomatiche, e negli ultimi anni anche in oncologia come strumento del sostegno psicologico, impiegata come tecnica di rilassamento, e nella eliminazione degli effetti collaterali alle diverse terapie quali la nausea, il vomito, l'eccessiva stanchezza e ovviamente nella gestione delle diverse emozioni negative.

### Ipnoterapia
L'utilizzo dell'ipnosi nella terapia è detta ipnoterapia, (o, per evitare confusioni con la terapia del sonno, "ipnositerapia") ed è un lavoro clinico, ossia si tratta di impiegare lo stato e le dinamiche dell'ipnosi in una strategia terapeutica. Essa, poiché viene discutibilmente considerata una tecnica psicoterapeutica, in Italia può essere applicata solo da professionisti abilitati (medici, psicologi e odontoiatri).
Nel Regno Unito la professione di Ipnoterapeuta (Hypnotherapist) è una professione indipendente a cui si accede dopo formazione specifica - presso Scuole riconosciute dalle principali Associazioni professionali quali per citarne alcune APHP, HA, NCH, NCP - della durata generica di un anno. Tuttavia per il mantenimento dell'iscrizione agli elenchi di tali Associazioni è necessaria la supervisione continua formale (stipulata per contratto con un supervisore accreditato) con un numero di sessioni che varia in rapporto al numero dei clienti e l'aggiornamento continuo professionale (CPD - Continuous Professional Development). Lo stesso vale in alcuni Stati degli U.S.A. L'APA (Associazione degli Psicologi Americani) non considera l'ipnoterapia come psicoterapia. Nel Regno Unito la ipnositerapia è considerata medicina complementare. In Italia ci sono alcune scuole di formazione in ipnosi che rilasciano attestati con qualifica di ipnotista e scuole di specializzazione post laurea in psicoterapia ipnotica.
L'ipnoterapia, attraverso le sue svariate metodiche, che spaziano dall'intervento diretto sul sintomo a sofisticate strategie di ristrutturazione di credenze e di personalità, può essere utilizzata da molti specialisti nel contesto delle loro specifiche competenze.
Psicoterapeuti, psicologi e psichiatri possono impiegare l'ipnoterapia per intervenire nelle diverse forme di nevrosi, nei disturbi somatoformi, nelle diverse dipendenze (alcol, tabacco, droga), nei disturbi sessuali di origine psicogena, nei disturbi alimentari. Gli anestesisti nel controllo del dolore, nella preparazione agli interventi chirurgici e nel post operatorio. Gli ostetrici e i ginecologi nella preparazione e nella conduzione del parto e nei disturbi ginecologici psicosomatici. Gli odontoiatri nel controllo delle fobie, delle ansie e del dolore (ipnodontria). Gli oncologi possono impiegare l'ipnoterapia nelle diverse fasi della malattia, in alcuni momenti sarà ipnoterapia di chiarificazione e di ristrutturazione psicologica di credenze false, in altri momenti sarà ipnoterapia orientata alla gestione delle emozioni, alla realizzazione della calma e al potenziamento del sistema immunitario, in altri momenti ancora sarà ipnoterapia di incoraggiamento e orientata al controllo del dolore fisico.
Gli studi in psicobiologia ed in psiconeuroendocrinoimmunologia hanno dimostrato che è possibile stimolare la risposta immunitaria per la cura di patologie della pelle e di allergie respiratorie. Ricerche scientifiche dimostrano una risposta immunologica anche nei tumori, con l'aumento dei linfociti T e NK, però solo in via del tutto temporanea, pertanto inutile ai fini terapeutici. La difficoltà dell'ipnosi nel campo della PNEI è stata determinata principalmente dalla difficile standardizzazione dei risultati, e da una ricerca con dei criteri applicativi non rigidissimi. Nella fattispecie, i risultati ottenuti si differenziano sia in base alla suggestionabilità del soggetto, che alle capacità del terapeuta. Ciò comporta che due campioni differenti in termini di suggestionabilità, e due terapeuti differenti in termini di tecnica di induzione e carisma/capacità intrinseche comunicative-relazionali, potrebbero produrre risultati molto differenti.

### Ipnosi extraclinica
L'uso delle tecniche ipnotiche in diversi campi ha prodotto numerose attività diversamente definite; tra esse:
- Ipnosipedia: l'impiego dell'ipnosi nell'apprendimento. Il suo impiego è finalizzato ad aumentare la concentrazione, a realizzazione monoideismi che esaltino le capacità intellettuali e, attraverso suggerimenti post-ipnotici, è possibile rafforzare la personalità ed aumentare la motivazione allo studio.
- Ipnosi per lo sport: riguarda tecniche utilizzate per la preparazione psicologica degli atleti in diverse discipline sportive[25].
I risultati che si possono ottenere con l'impiego dell'ipnosi con gli atleti sono:
1) il raggiungimento di rilassamento sia muscolare che mentale, il che favorisce il controllo del tono muscolare e dello stato emotivo,
2) il controllo dell'ansia pre-agonistica,
3) il recupero della fatica fisica e mentale.
- Ipnosi per scopi militari.
- Ipnosi nei programmi spaziali.
- Ipnosi da palcoscenico.
- Ipnosi per lo studio di fenomeni paranormali.
- Ipnosi "illegale", applicazioni extracliniche per finalità illecite, solitamente truffaldine.

### Autoipnosi
L'autoipnosi è la realizzazione dello stato ipnotico su se stessi. In ambito clinico l'ipnotista impartisce al paziente delle istruzioni particolari affinché apprenda a entrare autonomamente nello stato ipnotico. All'inizio dell'apprendimento, per agevolare la realizzazione della trance, possono essere utili delle audiocassette con la voce registrata del terapeuta. Con l'allenamento e l'esperienza migliora sempre più l'abilità del soggetto a realizzare l'ipnosi.
L'autoipnosi può essere utilizzata per gli stessi obiettivi per i quali è impiegata l'ipnosi eterodiretta: correzione di comportamenti inadeguati (mantenere una dieta, smettere di fumare ecc.), controllare emozioni (ansie varie), realizzare stati di distensione, terapia regressiva, etc..

### Regressioni a vite passate
L'ipnosi regressiva è considerata dalla comunità scientifica una procedura metodologica pseudoscientifica che crea dei falsi ricordi: la fonte dei ricordi, presentati come frutto di vite passate, è costituita da racconti creati dal subconscio sotto l'influenza delle informazioni e dei suggerimenti forniti dal terapeuta.
I ricordi creati sotto ipnosi non sarebbero inoltre distinguibili dai reali ricordi e potrebbero apparire più vivi di quelli reali.

## Critiche all'ipnosi
Piero Angela, avvalendosi di un'indagine del suo collaboratore Marco Visalberghi, ha messo in dubbio, nel libro Viaggi nella scienza, la reale efficacia dell'ipnosi nel recuperare ricordi del passato o addirittura di vite precedenti, sostenendo che essa sia sovente una forma di suggestione in cui il soggetto ipnotizzato non riporta alla memoria ricordi attendibili, ma accoglie fantasie suscitategli al momento, che poi, tornato lucido, qualifica come reali. In un altro libro (Nel cosmo alla ricerca della vita) Piero Angela ha mostrato che sotto ipnosi possono essere ricordate come reali delle esperienze che in passato si sono intensamente immaginate ma che non sono state vissute nella realtà.

## False opinioni e pregiudizi comuni
Fra i pregiudizi diffusi sull'ipnosi (da cui derivano le riserve di alcuni pazienti) vi è quello secondo cui essa consentirebbe il controllo della mente e la perdita di coscienza. Questa idea, che corrisponde all'immagine dell'ipnosi riportata più frequentemente nella narrativa, nel cinema, nella fiction, e soprattutto in televisione, è fuorviante. Più corretto è dire che l'ipnosi fa vivere al soggetto un'esperienza di trance, senza tuttavia modificarne la personalità (e quindi, per esempio, la volontà o i principi morali).
Giuridicamente sono contemplati i reati con l'ipnosi, intendendo con ciò quei casi in cui si induca con la suggestione un soggetto a compiere un illecito. Esempio: un ipnotista suggestiona un individuo in modo da fargli credere che egli è nel proprio letto armato di un coltello, e che la persona che ha di fronte è un malvivente che ha appena ucciso la sua famiglia e ora vuole uccidere anche lui. La responsabilità di un'azione simile è di chi ha indotto la suggestione.
Oggi, grazie a tecniche di indagine sofisticate (risonanza magnetica funzionale, tomografia a emissione di positroni) sappiamo che il funzionamento ipnotico per sua natura ha poco o nulla di psicologico, in quanto l'ipnosi produce evidenti alterazioni neurofisiologiche, e questo avviene in modo non farmacologico, naturale, e sovente anche spontaneo. Per questo motivo non ha alcun senso confinare l'ipnosi al solo ambito clinico. Molti parlano di ipnoterapia, ma ad esempio Erickson ha affermato che una cosa come l'ipnoterapia non esiste (Seminars, Workshops, and Lectures of MHE, vol. IV), perché l'eventuale processo terapeutico non dipende affatto dalle parole o dalle azioni del terapeuta, come comunemente si crede, ma deriva interamente da una riorganizzazione interna che solo il paziente medesimo può portare a termine in un ambiente favorevole (Erickson, 1948). In pratica il presunto ipnoterapeuta è soltanto un mezzo.
Un altro pregiudizio è che l'ipnosi sia meramente suggestione. Per quanto appena detto è abbastanza ovvio che l'esperienza ipnotica è straordinariamente più importante e riabilitante di qualsiasi ingiunzione o suggerimento (Erickson, 1944). Infine, ciò che si sviluppa in trance deriva dalle attività del soggetto ipnotico e non dalle suggestioni (Erickson, 1948), e inoltre il terapeuta non può controllare né la trance né i fenomeni ipnotici (Erickson, 1962 e 1967), per cui i vari test che tentano di misurare oggettivamente la fenomenologia ipnotica perdono validità, dato che l'ipnosi è per sua natura una delle espressioni più soggettive e variabili della personalità. Nell'approccio ericksoniano il terapeuta non conta quasi nulla se non come mezzo di collaborazione, mentre il paziente acquista un valore enorme e quasi assoluto. Lo scopo della relazione ipnotica è dunque quello di facilitare un lavoro personale del quale spesso sanno ben poco sia l'operatore sia lo stesso soggetto ipnotico. Ma forse è proprio qui che troviamo l'aspetto più affascinante, profondo, e ricco dell'ipnosi come esperienza personale molto forte e significativa.
Infine, si tenga conto che il principio di autorità è finito con il Medioevo. A quel tempo per dimostrare qualcosa si diceva: "ipse dixit", l'ha detto lui (Aristotele). Oggi sembra che stia accadendo la stessa cosa con Erickson, il cui nome viene citato per dare credibilità a certe affermazioni. Di questo fenomeno Erickson si era già lamentato nel 1964 in un suo editoriale.

## Aspetti psicobiologici
Nel campo della fenomenologia ipnotica la psicobiologia è anche la scienza che si interessa dei rapporti tra psiche e soma mettendo in evidenza vie e mezzi attraverso cui essi si realizzano. Partendo dal dato di fatto che l'emisfero cerebrale sinistro è l'emisfero della logica ed il destro quello dell'emozione, l'esperienza nell'emisfero sinistro è registrata preminentemente come parola, nell'emisfero destro è conservata come emozione. Ciò viene descritto ed illustrato ad esempio da Ronald Shone, riportando un esperimento fatto su un soggetto che aveva subìto la resezione dei peduncoli cerebrali del corpo calloso.
Il nostro psichismo dispone di un'energia vitale complessiva da cui originano le cariche psicodinamiche che esplicano, secondo la loro natura, un'azione favorevole o meno sull'organismo. Le parole, le idee, le immagini, le emozioni, man mano che entrano a far parte del vissuto e quindi dell'esperienza della persona, provocano un'eccitazione psichica ed acquisiscono una carica psicodinamica che ne ricalca il significato. Tale carica può essere utilizzata, secondo il principio dei riflessi condizionati, usando come stimolo suggestivo proprio la parola o l'immagine o l'emozione, che l'hanno realizzata. L'idea di benessere utilizza l'energia insita in essa per realizzare la sensazione di benessere. L'idea di paura utilizza la sua energia per realizzare una sindrome fobica. L'idea di levitazione e di trascinamento di un braccio in alto determina il suo alleggerimento e sollevamento verso l'alto. E così può dirsi per ciascun'altra idea o immagine o parola suggestiva. Nel momento in cui una persona richiama alla sua mente un'idea e la mantiene per un po' di tempo, questa idea realizza il suo contenuto (ideoplasia). È una legge dell'interazione mente-corpo trasformare in azione le cariche contenute nelle idee. Se si sottopone all'attenzione di una persona in trance un'idea che richiama una carica psicodinamica da cui ci si aspetta una determinata azione, questa, dopo un tempo di latenza ragionevole, si realizza, come ci si attendeva. Le parole, le idee, le immagini richiamano e mobilitano nel cervello psichico le energie che ricalcano, le quali, a loro volta, danno origine ad eventi a catena per evidenziare un'azione a livello periferico.
Durante lo stato ipnotico si può influire su tutte le funzioni dell'organismo abolendole, inibendole, potenziandole o normalizzandole. Le vie di cui la mente si serve per influire sul somatico, sul viscerale o sull'umorale sono le stesse di cui si serve lo stress per provocare i suoi effetti. Dal punto di vista neurofisiologico, la mente comunica col corpo principalmente attraverso il sistema ipotalamo-limbico, centro di affluenza di stimoli provenienti dal talamo e quindi dalla corteccia, dal sistema limbico e dal sistema reticolare. L'ipotalamo poi funziona come un trasformatore di energia perché trasforma l'informazione neuronale (fornita di energia psichica) in informazione neurormonale che mediante messaggeri raggiunge la periferia. Tutte le strutture sono collegate tra loro sia mediante fibre nervose che mediante ormoni, neuropeptidi, neurotrasmettitori, che interagiscono tra loro mediante uno sviluppato comportamento a feedback.
Il funzionamento del sistema nervoso autonomo porta in periferia l'informazione in maniera digitale (mentre quella di ormoni, peptidi e mediatori è di tipo analogico). Attraverso queste vie si possono ottenere risultati terapeutici significativi.
Gli esperimenti condotti in ipnosi tengono conto delle conoscenze scientifiche attuali, in particolar modo di quelle psicobiologiche che riguardano i mediatori che portano i messaggi in periferia. Ciò permette di reinterpretare tutta la fenomenologia e le relative risposte terapeutiche, per renderle utilizzabili in medicina.

## Considerazioni giuridiche
L'ipnosi è un metodo terapeutico riconosciuto e verificato sperimentalmente da oltre un secolo.

### Normativa italiana
Sebbene non sia molto conosciuto e praticato in Italia, trova piena legittimazione nel principio della libertà terapeutica e nel riconoscimento da parte della comunità scientifica. L'ipnosi come intervento sanitario (cioè come intervento clinico e/o come terapia di affezioni con componente organica o come terapia del dolore) può essere praticata solamente da chi sia abilitato all'esercizio di una professione sanitaria. La legge 14 gennaio 2013, n. 4, prevede in ambito non sanitario, di riconoscere quali professionisti abilitati all'ipnosi anche tutti coloro che non esercitano una professione sanitaria, ma che sono qualificati e inquadrati in uno dei rami delle ''discipline analogiche'' e/o delle ''discipline olistiche''.
In altra parole: solo in un contesto clinico l'operatore deve avere la qualità di medico o psicologo, o anche, in relazione all'impiego nella terapia del dolore, odontoiatra. Ogni altro impiego per finalità sanitarie cliniche o diagnostiche da parte di persona non abilitata integra il reato di esercizio abusivo di professione, previsto e punito all'art. 348 del codice penale.
È ovvio che il terapeuta dovrà conoscere adeguatamente l'ipnosi, come deve conoscere bene tutti i metodi terapeutici pertinenti alla sua specializzazione, e dovrà valutare in scienza e coscienza i possibili vantaggi e rischi dell'eventuale terapia.
È altrettanto ovvio che non potrà procedere alla terapia senza il consenso informato del paziente ovvero di chi ne ha la legale rappresentanza, genitore, tutore o curatore speciale.
Il vigente codice penale, promulgato nel 1930, menziona espressamente l'ipnosi in due punti. L'art. 613 del codice penale punisce chiunque mediante suggestione ipnotica o in veglia, sostanze alcooliche o stupefacenti ponga una persona, senza il di Lei assenso, in stato d'incapacità d'intendere o volere. La punibilità non è esclusa se chi presta il consenso è minore di anni diciotto, infermo di mente, ovvero in stato di deficienza psichica per altra infermità ovvero abuso di sostanze alcooliche o stupefacenti, ovvero il consenso sia stato estorto con violenza, minaccia o suggestione ovvero carpito con l'inganno.
La pena è la reclusione fino ad un anno. La pena è la reclusione fino a cinque anni se il colpevole ha agito col fine di far commettere un reato ovvero se la persona resa incapace commette, in tale stato, un fatto previsto dalla legge come reato. L'art. 728 del codice penale prevede un'ipotesi contravvenzionale. Chiunque ponga taluno, col suo consenso, in stato di narcosi o ipnotismo ovvero esegua sul medesimo un trattamento che ne sopprima la coscienza o la volontà è punito, se dal fatto deriva pericolo per l'incolumità della persona, con l'arresto da uno a sei mesi ovvero con l'ammenda da Euro 30,00 a 516,00. È ammessa l'estinzione del reato mediante oblazione. La predetta norma non si applica se il fatto è posto in essere, per finalità scientifiche o di cura, da persona che esercita una professione sanitaria.